# La notte è piccola per noi
La notte è piccola per noi è un film del 2019 diretto da Gianfrancesco Lazotti.

## Trama
Una sala da ballo accoglie coppie e vari personaggi che si incontreranno e scontreranno all'interno della stessa con canzoni nazionalpopolari, raccogliendo storie e vite vissute di una Roma moderna.

## Produzione
Il lungometraggio è stato girato in provincia di Roma.

## Distribuzione
Il film è stato distribuito nelle sale cinematografiche italiane a partire dal 14 marzo 2019.
Viene trasmesso in prima visione televisiva il 16 agosto 2023.

## Accoglienza
Il film è un omaggio al regista Ettore Scola.